# Tipula (Yamatotipula) meridiana
Tipula (Yamatotipula) meridiana is een tweevleugelige uit de familie langpootmuggen (Tipulidae). De soort komt voor in het Nearctisch gebied.